# Beneš-Mráz Be-51 Beta-Minor
Beneš-Mráz Be-51 Beta-Minor bylo československé víceúčelové letadlo z poloviny 30. let vyrobené choceňskou továrnou Beneš-Mráz na sportovní letadla. Konstruktérem byl Pavel Beneš. Prototyp byl zalétán v roce 1936, série A, B a C následovala. Be-51 měl krytou pilotní kabinu pro dvoučlennou posádku. Byl používán jako sportovní, turistický i kurýrní letoun. Postupně vznikly modifikace Be-51A, Be-51B a Be-51C.

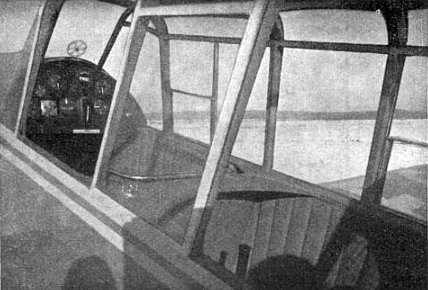
Beneš-Mráz Be-51, kabina letounu OK-BEO (Letectví, únor 1937)

## Vznik a vývoj
Doposud vyráběná sportovní a školní letadla vyráběná v Chocni společností Ing. P. Beneš, ing. J. Mráz, továrna na letadla měla nekrytý pilotní prostor. V té době se ukazovalo, že taková letadla jsou na "civilním" trhu obtížně prodejná. V říjnu 1936 byl zalétán se zcela krytou, společnou kabinou pilota a žáka (v tandemovém uspořádání) stroj Beneš-Mráz Be-51 Beta-Minor s imatrikulací OK-BEO, která letounu byla přidělena 7. listopadu 1936. Vycházel z předchozí konstrukce ing. Pavla Beneše, letounu Beneš-Mráz Be-50 Beta-Minor (1935). Byl určen především pro leteckou turistiku. Letoun byl několikrát vystavován na leteckých výstavách. Světovou premiéru si odbyl na XV. mezinárodním aerosalonu v Paříži (1936) a pak byl vystavován v Praze (1937) a v roce 1938 v Helsinkách, Poznani a v Bělehradě.
O typ projevilo zájem Ministerstvo veřejných prací (MVP) a objednalo si 19 letounů, z toho 12 pro Četnické letecké hlídky (ČLH) a 7 pro aerokluby. Ministerstvo národní obrany (MNO) si objednalo 18 letounů pro československé letectvo, z toho 15 letadel v provedení pro kurýrní službu a 3 pro zemské velitele. První stroj v provedení Be-51A pro ČLH byl zalétán 29. června 1938 a poslední 28. listopadu 1938. Do leteckého rejstříku byly zapsány až 22. února 1939 s imatrikulacemi OK-POA až OK-POM (výr. č. 4-15). V provedení Be-51B pro aerokluby RČs. bylo imatrikulováno 24. srpna 1938 7 letounů (OK-EMA až OK-EMG, výr. č. 17-22 a 25). Před nimi to byly tři Be-51 (výr. č. 1-3), OK-BEO, OK-MOQ a OK-BER pro ARČs. (1936-7), a jeden Be-51B OK-BEY (výr. č. 23, 7. května 1938), který provozovala továrna Beneš-Mráz. Ten byl přestavěn na verzi Be-51C.

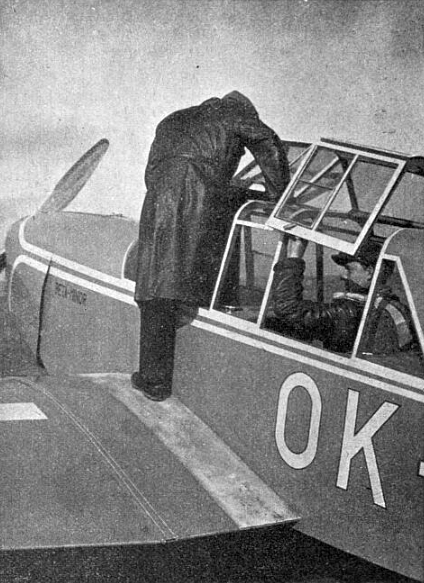
Beneš-Mráz Be-51, výr. č. 1, vstup do kabiny (Letectví, únor 1937)

Před 15. březnem 1939 bylo však dokončeno pouze 26 strojů, mimo strojů pro ČLH (12), aerokluby (10) a pro továrnu Beneš-Mráz (1) to byly 3 pro MNO (výr. č. 16, 24 a 26). Zbývající letouny byly dokončeny později a přímo je přebírala už Luftwaffe.
Technicky existovaly 3 verze Be-51. Uvnitř se odlišovaly přístrojovým vybavením, buď s jedním řízením a nebo se dvěma. Nápadnější však byly vnější úpravy. Základní verze Be-51 a Be-51A měly kalhotový podvozek, ale u verze Be-51B uváděné jako sportovní modernizoval konstruktér Beneš klasické kalhotové nohy do podoby s částečnou kapotáží. Takto upravený stroj mohl dosáhnou rychlosti až 215 km/h. Nejvíce strojů mělo být expedováno u verze Be-51C, avšak události období 1938-1939 snížily tento počet na 38 strojů, z nichž většina byla dokončena za německé okupace po březnu 1939. Díky různým provedením všech 3 verzích lze považovat Be-51 za víceúčelový letoun.
Ve stadiu projektu zůstaly navrhované verze Be-51D (Be-151) s motorem Walter Minor 6, Be-51E s motorem Tatra T-100 a Be-251 s motorem Walter Major 4.

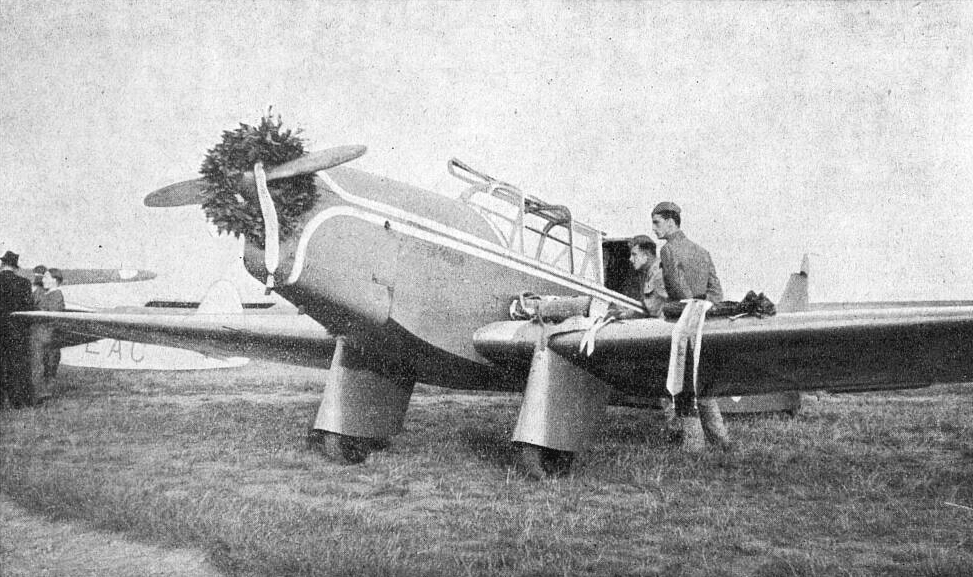
Beneš-Mráz Be-51 Beta-Minor (Raduno del Littorio, září 1937)

## Popis letounu
Be-51 byl dvoumístný jednomotorový samonosný dolnokřídlý jednoplošník s pevným záďovým podvozkem a bohatě prosklenou, uzavřenou kabinou pro dvoučlennou posádku. Posádka ve společné kabině měla dobrý výhled rozměrnými průhlednými kryty, které vpředu přecházely do motorového krytu a vzadu do horní klenby trupu. Ke každému, čalouněnému sedadlu byl samostatný vstup dvířky z levé strany. Kabinové kryty se odklápěly směrem nahoru.
Dřevěné křídlo s jedním, hlavním podélníkem a jedním zadním, pomocným bylo po celém povrchu dýhováno a bylo vybaveno vztlakovými klapkami. Hlavní podélník byl zavěšen bez vůle na dvou čepech a pomocný na jednom čepu. Dřevěný trup byl čtyřhranného průřezu byl potažen překližkou, kovová kostra pohyblivých ploch plátnem.
Pevný, odpérovaný, dvoudílný podvozek tvořily samonosné, zakrytované nohy s brzděnými koly. V zádi trupu byla ostruha doplněná malým kolem. Motorové lože bylo svařeno z ocelových trubek a bylo upevněno na první dřevěné přepážce trupu, pokryté protipožární stěnou. Řadový čtyřválcový invertní motor Walter Minor 4 byl přichycen k loži čtyřmi pružnými závěsy. Krycí plechy byly duralové. Benzín ze dvou nádrží o celkovém objemu 100 l umístěných v nástavcích trupu a navzájem propojených vyrovnávacím potrubím dopravovalo ke karburátorům motoru čerpadlo. Standardní dolet 800 km mohl být zdvojnásoben instalací přídavných nádrží.
Letoun vynikal velmi krátkým startem a při použití přistávacích klapek i neobyčejně krátkým doběhem (STOL). Stroje (ani pro MNO) nenesly žádnou výzbroj.

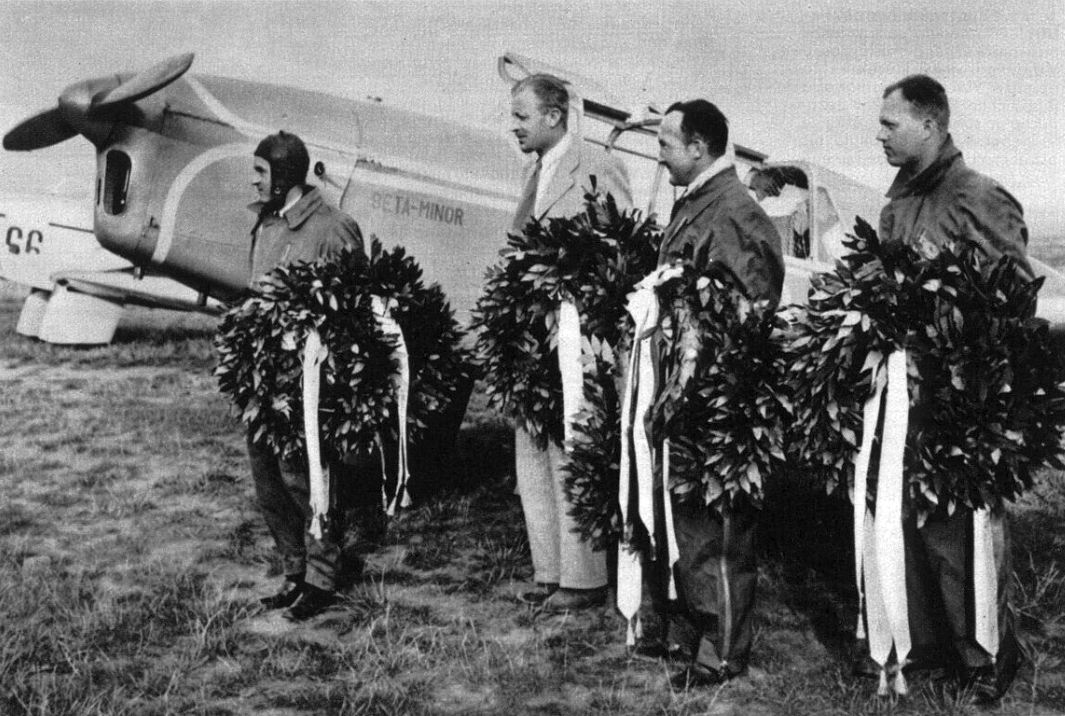
Beneš-Mráz Be-50 a Be-51 Beta-Minor v roce 1937 po úspěchu na Raduno del Littorio (zleva kpt. J. Polma, npor. Červenka, npor. Škop a por. Maláč)

## Použití

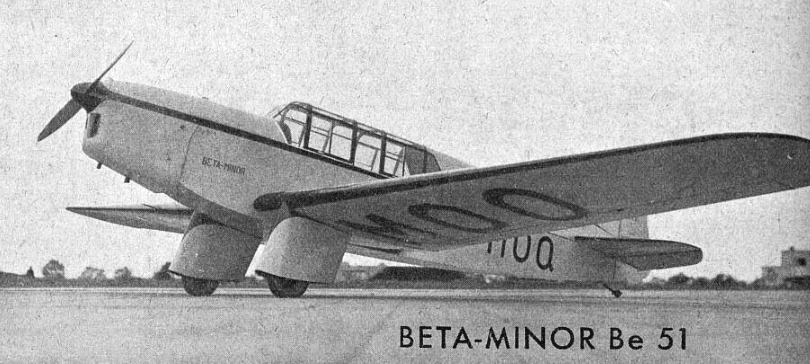
Beneš-Mráz Be-51, OK-MOQ, výr. č. 2 (Letectví, prosinec 1937)

Prototyp Be-51 Beta-Minor (OK-BEO) se v únoru roku 1937 zúčastnil závodu Nad oázami v Egyptě. Posádka Karel Šeda - dr. Vladimír Miklenda se sice umístila uprostřed startovního pole (14. místo), ale obdiv zasluhuje jejich přelet do Egypta bez mezipřistání a stejný návrat do Československa (vždy kolem 5000 km, celkem 13 000 km).
Druhý ročník závodu Raduno del Littorio v srpnu 1937 byl obeslán vedle čtyř letounů Be-50 i jedním "kabinovým" strojem Be-51 (OK-BEO). Kpt. Jaroslav Polma s nadp. J. Červenkou se umístili mezi 53 účastníky, kteří soutěž dokončili ze 78 startujících (z 10 zemí), na 4. místě. Okružní závod kolem Itálie se letěl na 2 části. Prvou byla tzv. Ralley a druhou vlastní závod rozdělený na 3 etapy vždy s 1 dnem přestávky. Dvoudenní ralley spočívala v letech se startem na libovolném letišti v Itálii a přistání na kterémkoliv jiném italském letišti mezi 6 a 12 hodinou. V samostatně hodnocené rallye obsadili Polma s Červenkou 3. místo. První etapa okružního závodu startovala v Rimini a pak přes Palermo, Turín, Milán do Benátek, 2. etapa z Benátek přes Bolognu, Sienu, Viareggio, Řím do Neapole a konečně 3. etapa se letěla z Neapole přes Foggiu, Pescaru zpět do Říma (celkem 1950 km a to čtyřikrát přes Apeniny).

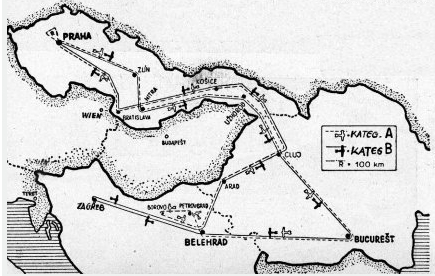
Trasa závodu Malou dohodou (Letecké noviny, 1938)

Bety Be-51 byly také úspěšné v leteckém závodě turistických letounů státy Malé dohody, který se uskutečnil 27. srpna - 4. září 1938 a kde ve své kategorii (IIA) obsadily 4. (Metoděj Kluka-ing. C. Martínek, Be-51B, OK-EMC), 5. (ing. Václav Vlasák-ing. Vladimír Šilhan, Be-51, OK-BEO), 7. (Jan Vlk-Štefan-Galbavý, Be-51B, OK-EMA), 8. (Antonín Luňák-František Loucký, Be-51B, OK-EME) a 12. místo (ing. Rudolf Protiva-ing. Jaroslav Doubek, Be-51B, OK-EMF). Trasa I. ročníku závodu vedla trochu "na přeskáčku", protože Rumunsko proletěli závodníci dvakrát, z Prahy přes Zlín - Bukurešť - Bělehrad - Arad zpět do Prahy. Z choceňské továrny Beneš-Mráz se tohoto závodu účastnilo 5 typů letounů. Mimo pěti Be-51 to byly Be-50, Be-150, Be-550 a nový stroj Be-555 (všechny s motory Walter). Celkem se této soutěže zúčastnilo 21 typů letounů a 9 z nich bylo osazeno 5 typy motorů Walter (NZR 120, Junior, Mikron II, Minor 4 a Major 4). Letoun Be-51 se rovněž účastnil v roce 1938 na Rallye Exposition Paris a ve své kategorii se umístil v prvé třetině klasifikovaných.
V podstatě všechny vyrobené letouny Be-51 létaly až do vypuknutí II. světové války v československých aeroklubech. Výjimku tvořil letoun výr. č. 3 s imatrikulací OK-BER, který používal letecký atašé ve Velké Británii, pilot pplk. Josef Kalla. Za války byla tato Be-51 / OK-BER využívána našimi letci sloužícími v RAF. U koncem února 1939 imatrikulovaných 12 letadel verze Be-51A (OK-POA až OK-POM) pro bezpečnostní letectvo Ministerstva vnitra (ČLH) k jejich nasazení nedošlo vzhledem k březnovým událostem 1939 a německé okupaci. Jeden letoun Be-51B (OK-EMA) byl po vzniku Slovenského státu provozován Slovenským leteckým sborem (SLeS).
Letouny Beneš-Mráz Be-51 Beta-Minor po německé okupaci byly zabaveny a používány německou Luftwaffe, včetně letounů dokončených ještě po okupaci. Letouny sloužily v leteckých školách. V roce 1940 jich Luftwaffe vykazovala ve svém stavu 25. V dubnu 1943 je Luftwaffe prodala svému spojenci, Nezávislému státu Chorvatsko. Z 25 letounů jich 10 létalo v pilotní škole a 15 jako spojovací, kurýrní letouny. V září 1944 dva z nich ukořistili jugoslávští partyzáni a pak byly nasazeny u 5. sboru.

## Varianty
- Be-51 - základní verze ještě s kalhotovým podvozkem, výr. č. 1-3
- Be-51A - kurýrní verze pro Četnické letecké hlídky, 12 letounů odpovídající v zásadě Be-51, výr. č. 4-15
- Be-51B - sportovní verze pro aerokluby, s aerodynamičtěji provedeným podvozkem, výr. č. 17-22 a 25
- Be-51C - jeden přestavěný Be-51 (OK-BEY, výr. č. 23) a všechny letouny dokončené po německé okupaci

## Specifikace
Údaje dle

### Technické údaje
- Osádka: 2
- Rozpětí: 11,42 m
- Délka: 7,85 m
- Výška: 1,81 m
- Rozchod kol podvozku: 1,80 m
- Nosná plocha: 15,25 m2
- Zatížení nosné plochy: 49,8 kg/m2
- Hmotnost prázdného letounu: 480 kg
- Vzletová hmotnost: 760 kg
- Pohonná jednotka: 1 × vzduchem chlazený invertní čtyřválcový řadový motor Walter Minor 4-II
  - Nominální, jmenovitý výkon: 85 k (62 kW) při 2260 ot/min
  - Maximální, vzletový výkon: 95 k (70 kW) při 2550 ot/min
- Vrtule: dvoulistá, nestavitelná, dřevěná s aerodynamickým kloboukem

### Výkony
- Maximální rychlost: 205 km/h
- Cestovní rychlost: 180 km/h
- Přistávací rychlost: 65 km/h
- Dostup praktický: 4600–5000 m
- Dostup teoretický: 5200 m
- Výstup do 1 000 m: 5 minut
- Dolet: 800 km, s přídavnými nádržemi až 1600 km
- Spotřeba benzínu na 100 km při cestovní rychlosti: 8,2 kg